# Рамон Менезес
Рамон Менезес Убнер (порт. Ramon Menezes, нар. 30 червня 1972, Контажен, Бразилія) — колишній бразильський футболіст, що грав на позиції півзахисника. Виступав за національну збірну Бразилії. По завершенні ігрової кар'єри — тренер. З 2022 року — головний тренер молодіжної збірної Бразилії.
Дворазовий володар Кубка Бразилії. Переможець Ліги Каріока. Володар Кубка Лібертадорес.

## Клубна кар'єра
Вихованець футбольної школи клубу «Крузейру». Дорослу футбольну кар'єру розпочав 1990 року в основній команді того ж клубу, в якій провів три сезони, взявши участь у 42 матчах чемпіонату. За цей час виборов титул володаря Кубка Бразилії.
Згодом з 1993 по 1996 рік грав у складі команд клубів «Віторія» (Салвадор), «Баїя», «Віторія» (Салвадор) та «Баєр 04».
У Німеччині не зміг стати гравцем основного складу «Баєра», тож 1996 року повернувся на батьківщину, ставши гравцем «Васко да Гама». Відіграв за команду з Ріо-де-Жанейро наступні три сезони своєї ігрової кар'єри. Більшість часу, проведеного у складі «Васко да Гама», був основним гравцем команди. За цей час додав до переліку своїх трофеїв ще один титул володаря Кубка Бразилії, ставав володарем Кубка Лібертадорес.
Протягом 2000—2012 років захищав кольори клубів «Флуміненсе», «Атлетіко Мінейру», «Васко да Гама», «Токіо Верді», «Флуміненсе», «Ботафогу», «Васко да Гама», «Атлетіку Паранаенсе», «Віторія» (Салвадор), «Жоїнвіль» та «Кашіас».
Завершив професійну ігрову кар'єру у клубі «Кабофрієнсе», за команду якого виступав протягом 2013 року.

## Виступи за збірні
1991 року залучався до складу молодіжної збірної Бразилії.
2001 року дебютував в офіційних матчах у складі національної збірної Бразилії. Протягом кар'єри у національній команді, яка тривала усього 1 рік, провів у формі головної команди країни 5 матчів, забивши 1 гол.
У складі збірної був учасником розіграшу Кубка конфедерацій 2001 року в Японії і Південній Кореї.

## Кар'єра тренера
Розпочав тренерську кар'єру невдовзі по завершенні кар'єри гравця, 2015 року, очоливши тренерський штаб клубу «Анаполіс».
Згодом працював із ничжоліговими бразильськими командами, доки 2019 року не погодився стати помічником головного тренера у «Васко да Гама». Наступного року вже особисто керував діями цієї команди, після чого тренував [КРБ]] та «Віторію» (Салвадор).
2022 року очолив молодіжну збірну Бразилії.
У лютому 2023 року головного тренера бразильської «молодіжки» запросили тимчасово замінити Тіте на посаді очільника тренерського штабу головної збірної Бразилії. Під його орудою «пентакампіони» відіграли три гри, у яких зазнали двох поразок. Після цього у липні того ж року на посаді виконувача обов'язків головного тренера збірної Бразилії Рамона змінив Фернандо Дініз.

## Досягнення
Гравець
- Чемпіон Південної Америки (U-20): 1991
- Володар Кубка Бразилії:

«Крузейру»: 1993
«Васко да Гама»: 1997
- Переможець Ліги Каріока:

«Васко да Гама»: 1998
- Володар Кубка Лібертадорес:

«Васко да Гама»: 1998
Тренер
- Чемпіон Південної Америки (U-20):

Бразилія (U-20): 2023